# Oued Ouringa
Der Oued Ouringa ist ein etwa 50 km langer Küstenfluss in der Provinz Chefchaouen im Norden Marokkos. Er entspringt im Rifgebirge und mündet ins Mittelmeer; in den Sommer- und Herbstmonaten trocknet er häufig vollständig aus.

## Verlauf
Der Oued Ouringa entspringt nach stärkeren oder langanhaltenden Regenfällen im Norden des Rifgebirges in etwa 1600 m Höhe. Sein Weg führt stetig in Richtung Norden durch ein zerklüftetes Gebirgstal um in der Bucht von El Jebha ins Mittelmeer zu münden.

## Nebenflüsse
Der Oued Ouringa nimmt nur nach starken Regenfällen Wasser aus kleineren Flüssen und Bächen auf, die jedoch ebenfalls einen Teil des Jahres trockenfallen.